# 上野加代子
上野 加代子（うえの かよこ、1957年 - ）は、日本の社会学者、徳島大学教授・東京女子大学教授を歴任。

## 略歴
1980年関西大学社会学部社会学科卒業、1989年大阪市立大学大学院生活科学科生活福祉学（家族社会学専攻）後期博士課程単位修得満期退学、1992年聖カタリナ女子大学社会福祉学部講師、1999年武庫川女子大学文学部人間関係科学科助教授、徳島大学総合科学部教授、同ソシオ・アーツ・アンド・サイエンス研究部教授を経て，東京女子大学現代教養学部教授。2004年「児童虐待問題の社会学的研究」で博士（学術）（大阪府立大学） 。

## 著書
- 『児童虐待の社会学』世界思想社、1996
- 『国境を越えるアジアの家事労働者 女性たちの生活戦略』世界思想社、2011

### 共編著
- 『児童虐待時代の福祉臨床学 子ども家庭福祉のフィールドワーク』鈴木崇之、小木曽宏、野村知二共編著 明石書店、2002
- 『〈児童虐待〉の構築 捕獲される家族』野村知二共著 世界思想社、2003
- 『21世紀アジア家族』落合恵美子共編著 明石書店、2006
- 『児童虐待のポリティクス 「こころ」の問題から「社会」の問題へ』編著、山野良一、リーロイ・H.ペルトン、村田泰子、美馬達哉著 明石書店、2006

### 翻訳
- レスリー・マーゴリン『ソーシャルワークの社会的構築 優しさの名のもとに』中河伸俊、足立佳美共訳 明石書店 明石ライブラリー、2003

## 参考
- 徳島大学 [リンク切れ]